# Glorfindel
Glorfindel je postava v knize J. R. R. Tolkiena Pán prstenů. 
V knihách J.R.R. Tolkiena se jméno Glorfindel vyskytuje hned dvakrát. První osoba s tímto jménem žila v Prvním věku a zmiňuje se o ní kniha Silmarillion. Podruhé se jméno Glorfindel vyskytuje v trilogii Pán Prstenů, ve Třetím věku. V pozdější době Tolkien uvedl, že by mělo jít o tutéž osobu. 
Postava a jméno (znamenající „zlatovlasý“) byla mezi prvními, které Tolkien vymyslel.

## Život
První zmínka o Glorfindelovi je v příběhu Pád Gondolinu, kde elfské město Gondolin dobude temný pán Melkor. Byla to první část v „Knize ztracených příběhů“, napsaných v letech 1916-17. Příběh se ale ve zkrácenější formě objevuje i v Silmarillionu.
Od začátku se ale Glorfindel jeví jako urozený elf, známý jako jeden z poručíků krále Turgona. V originálním Pádu Gondolinu se Glorfindel nazývá jako pán domu Zlaté květiny. Po bitvě při obraně města Glorfindel uprchne společně s Tuorem, Idril, Eärendilem a mnohými dalšími. Přeživší projdou skrz Echoriath. Nicméně jsou přepadeni nepřáteli, v jejichž řadách je i démon balrog. Glorfindel se s ním utká v boji a zabije ho, ale sám je zabit také. Jeho tělo je pohřbeno násypem kamení. 
V Silmarillionu se Glorfindel objevuje jako jeden z Turgonových kapitánů, který dohlížel na jeho ústup během Bitvy nespočetných slz.

### Pán Prstenů
Elf se shodným jménem se objevuje i v trilogii Pán prstenů, napsané mnoho let po sepsání příběhu Pád Gondolinu. Glorfindel figuruje v hlavním příběhu ságy Pán prstenů.
Jeden z dodatků na konci knihy Návrat krále uvádí, že Glorfindel vedl elfské vojsko Roklinky, Šedých přístavů a Lothlórienu proti Angmaru v Bitvě o Fornost. Tam bojoval po boku krále Eärnura z Gondoru a společně se zbytky vojsk Arnoru. Glorfindel se utkal se samotným Černokněžným králem Angmaru, který poté utekl do noci. Eärnur ho chtěl pronásledovat, ale Glorfindel mu řekl, že Černokněžný král bude poražen, jen ne rukou muže. Mnoho let nato Éowyn Rohanská Pána nazgûlů zabila při bitvě na Pelennorských polích s pomocí hobita Smělmíra Brandoráda.
Jak se píše v první části Pána prstenů (Společenstvo prstenu), Glorfindel byl vyslán Elrondem z Roklinky, aby pomohl hobitu Frodu Pytlíkovi dostat se do Roklinky, jelikož byl pronásledován nazgûly. Glorfindel posadil Froda na svého koně jménem Asfaloth a poslal Froda na druhou stranu přes řeku Bruinen, kde se měli zbavit pronásledovatelů. Froda už málem chytili, ale Glorfindel, Chodec a Frodovi hobití společníci přijeli zezadu a nahnali nazghuly do vody, která je díky Elrondovi a Gandalfovi smetla pryč v podobě uhánějících koní.
Po probuzení se Frodo ptal Gandalfa, jak byl záchraněn od Sauronových služebníků, a Gandalf mu vysvětlil mnohé o Glorfindelovi.
Glorfindel ale mohl hrát mnohem větší roli, než ve které nakonec skončil. V prvních spisech o Elrondově radě byl mezi Devíti, kteří měli jít s Frodem k Hoře osudu. Kromě něj a Froda to měli být ještě Gandalf, Aragorn, Durin, syn Balinův (později místo něj Gimli, syn Glóinův), Sam, Smíšek, Pipin a Fredegar Bolger, další hobit. Boromir a Legolas nepřijeli na Radu včas.
Tolkien se nakonec rozhodl, že právě Legolas nahradí Glorfindela jako zástupce rasy elfů i přesto, že měl postavu Glorfindela velice rád. Seděl hned vedle Elronda a Gandalfa v Síni ohně v Roklince a byl to jeden z mála elfů, kteří byli dost stateční, aby čelili Prstenovým přízrakům. A právě Glorfindel byl poslán, aby jim čelil. Dokonce se jim postavil tváří v tvář, když bránil most přes řeku Mitheithel. Glorfindel je celkově vnímán jako velice silný a s velkou mocí, dokonce až natolik, že se s ním Gandalf podělil o všechny své myšlenky ohledně zničení Prstenu, protože doufal, že by Glorfindel mohl mít nějaký nápad. Když Elrond chtěl zaplnit poslední dvě volná místa v doprovodu Froda svými elfy, Gandalf podpořil raději Smíška s Pipinem se slovy, že Glorfindel sám nemůže čelit Temné věži a věří raději silným poutům hobitího přátelství.

## Charakteristika
Glorfindel byl jedním z Calaquendi a jedním z Noldor, jedné ze tří skupin Eldar. Jak už jeho jméno naznačuje, jeho vlasy světlé. Noldor měli vlasy tmavé, z čehož vyplývá, že Glorfindel musel být příbuzný Vanyar, Eldar, kteří měli světlé vlasy. A právě jeho světlé vlasy jej od ostatních z jeho rodu odlišovaly.
Ale nebyl jediný z Noldorské královské rodiny, kdo měl vlasy světlé. Jeho příbuzná Indis z Vanyar, druhá manželka jejich krále Finwëho-ve Zlatém domě známého jako Finarfin. Vanyar i Noldor žili ve městě Tirion, u kopce Túna ve Valinoru. Ale rody nezůstaly stále oddělené a během času se oba rody smísily.

## Adaptace
Glorfindel se ve většině adaptací Pána prstenů přímo neobjevuje.
Ve filmu Ralpha Bakshiho z roku 1978 je jeho role a spojitosti přidělena Legolasovi,
v adaptaci Petera Jacksona Pán Prstenů: Společenstvo prstenu (2001) je jeho role zase předána Arwen, která zachrání Froda před nazgûly a povolá řeku. Nicméně v třetí části, Pán Prstenů: Návrat krále, stojí při korunovaci Aragorna v pozadí několik blonďatých elfů. Jeden z nich by měl být právě Glorfindel, hraný hercem Jarlem Benzonem.